# Exili
Exili est un chimiste et empoisonneur italien du XVIIe siècle.

## Éléments biographiques
Peu de détails authentiques concernant sa vie existent. Son identité exacte est inconnue : son nom était probablement Eggidi, Nicolo Egidi ou Eggidio, selon les documents des archives de la Bastille publiés par François Ravaisson-Mollien, notamment dans une lettre de François Michel Le Tellier de Louvois ; Exili peut être une déformation d'Eggidi.
La tradition attribue à Exili l'empoisonnement à Rome d'Olimpia Maidalchini, la belle-sœur du pape Innocent X. Par la suite, il fait partie de l'entourage de la reine Christine de Suède, dont le goût pour la chimie a influencé cette rencontre.
En 1663, sa présence en France suscite la méfiance du gouvernement français ; il est arrêté à Aix-en-Provence, et emprisonné à la Bastille où il est détenu du 2 février au 27 juin 1663 ; il y aurait fait la connaissance du chevalier Godin de Sainte-Croix, amant de la marquise de Brinvilliers et lui aurait transmis certains savoirs,. Exili est libéré au bout de quelques mois et quitte la France pour l'Angleterre. En 1681, il est de nouveau en Italie, où il épouse la comtesse Ludovica Fantaguzzi, petite-cousine du duc François II de Modène.
Alexandre Dumas lui consacre un passage dans le chapitre sur la marquise de Brinvilliers dans son ouvrage Crimes célèbres, paru entre 1839 et 1840 : « Exili n'était point un empoisonneur vulgaire : c'était un grand artiste en poisons, comme en avaient fait les Médicis et les Borgia. Pour lui, le meurtre était devenu un art ».
En 1863, la romancière française Clémence Robert, auteure de romans historiques, publie Exili l'empoisonneur, en 4 volumes.